# Maurice Denis
Maurice Denis (Granville, Manche, 1870. november 25. – Párizs, 1943. november 13.) francia festő, a keresztény szimbolizmus képviselője, a Nabis csoport teoretikusa, író és művészettörténész.

## Életútja és munkássága
Vasúti tisztviselő fiaként látta meg a napvilágot Granville-ben, egy normandiai tengerparti városban. A porosz–francia háború után, 1871-ben átköltözött a család Saint-Germain-en-Laye-be, Párizs mellé, Maurice Denis ott töltötte egész életét, halála után itt alapítottak múzeumot munkásságának tiszteletére. A jónevű párizsi Condorcet Líceumben tanult, ahol Édouard Vuillard, Paul Sérusier és Ker-Xavier Roussel voltak a tanulótársai, barátai. Denis a Louvre munkájába kapcsolódott be. Festői felfogását Fra Angelico nyomán a keresztény hivatás határozta meg, ez irányította későbbi festői pályafutását, de közben nagy hatást gyakorolt rá Pierre Puvis de Chavannes szimbolista felfogása. Látogatta az École Nationale Supérieure des Beaux-Arts-ot, 1888-ban tanult a Julian Akadémián is, de ez utóbbit hamar otthagyta, mert túlságosan akadémikusnak tartotta az oktatást. Ebben az évben hozta Paul Sérusier Párizsba Talisman c. festményét, mely nagy hatást gyakorolt Maurice Denis felfogására is, melynek nyomán megalapították a Nabis csoportot, vezéralakja Paul Sérusier, legfőbb teoretikusa pedig Denis lett. 

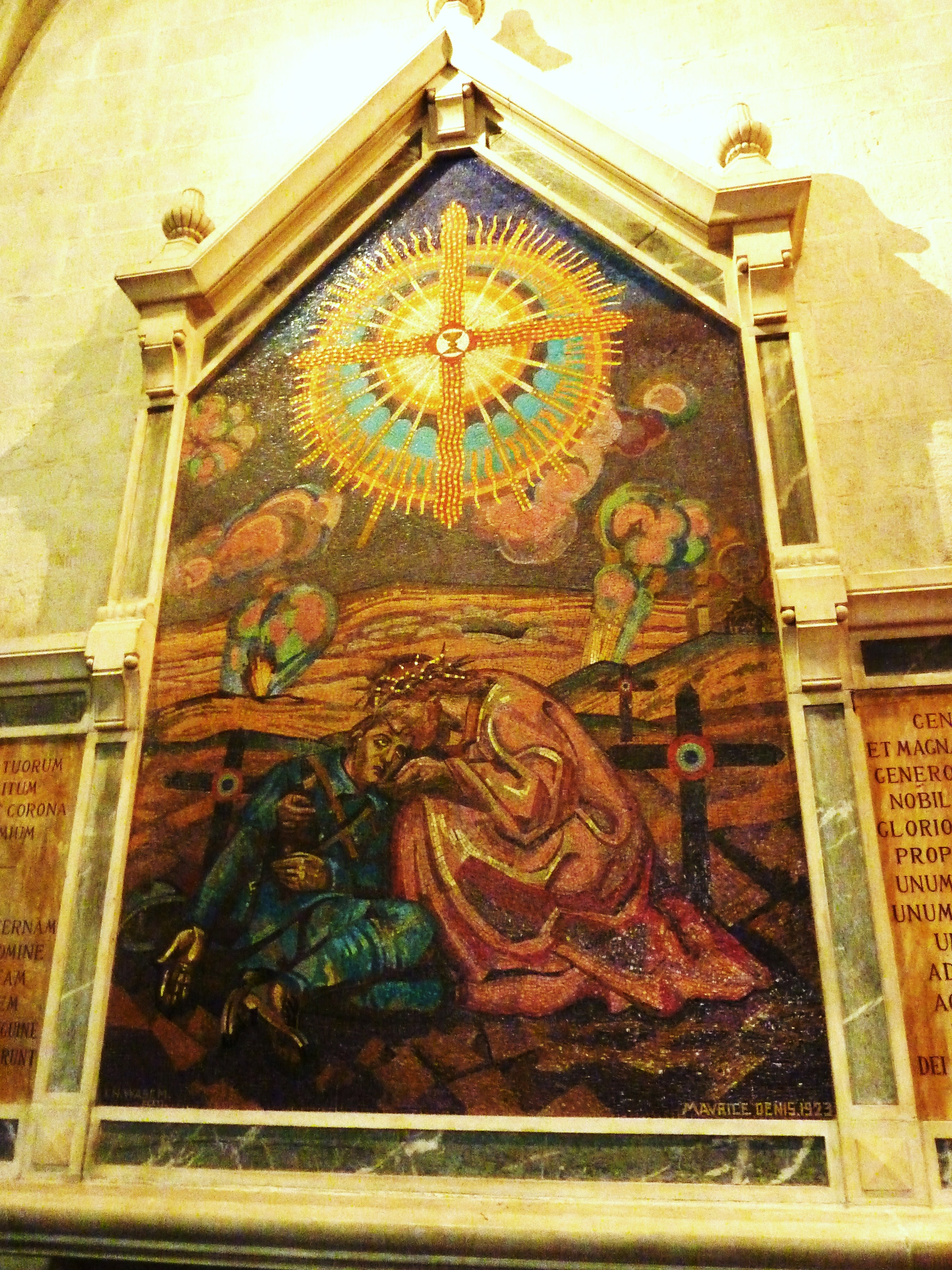
Freskó (Cathédrale Saint-Corentin de Quimper, 1923)

Olaszországba tett utazásokat 1990-1995 között, s ott az olasz reneszánsz művészetet tanulmányozta, legbehatóbban Piero della Francesca munkásságát. Számos fametszetet készített Jézus Krisztus követése címen, a 216 metszetből álló sorozatot Ambroise Vollard adta ki 1903-ban.
Moszkvába (1909), Algériába és Tunéziába (1921) is ellátogatott, továbbá Palesztinában, Görögországban (1924), az Amerikai Egyesült Államokban és Kanadában (1927), s Európa számos országában gyűjtött művészettörténeti tapasztalatokat.
Visszatért a dekoratív művészethez, nagy paneleket festett, számos mecénása akadt, akik megrendelésekkel látták el. Idővel azonban teljesen visszatért a freskófestészethez, bibliai, vallási témákat festett elsősorban templomokban, kápolnákban Georges Desvallieres-rel együtt a vallási festészet megújítójává vált, hiszen a biblia, a vallás számtalan szimbolikus jelenettel teli ábrázolásra kínált lehetőséget, nagy művészi átéléssel és mesterségbeli tudással festettek. A Paul Gauguin körül kialakult Pont-aveni iskola és a Nabis csoport felvértezte Denis-t mesterségbeli tudással. (Az egy másik kérdés, hogy későbbi epigonjai szerény művészi átéléssel és szerény mesterségbeli tudással kliséket gyártottak az ő alkotásai nyomán.) Nagy hatással volt ugyanakkor Tamara de Lempicka fejlődésére.
A Ranson Akadémián tanított 1908 és 1921 közt, 1919-ben alapította a Sacred Art Workshop-ot, számos tanítványa volt. A két világháború közt, mint kiállító művésznek is sikerei voltak, több retrospektív kiállítása volt, s szerepeltek munkái az 1922-es Velencei biennálén, a párizsi Pavillon de Marsan-ban 1924-ben, munkásságáért 1926-ban a Francia Köztársaság Becsületrendjével tüntették ki.
1944-ben hunyt el, elütötte egy teherautó Párizs szívében, Saint-Germain-en-Laye régi temetőjében helyezték örök nyugalomra. Saint-Germain-en-Laye, ahol élt és alkotott, egy múzeumot hozott létre egy ottani kolostorból, s munkásságának tiszteletére Maurice Denis Múzeumnak nevezik.

## Képei (válogatás)

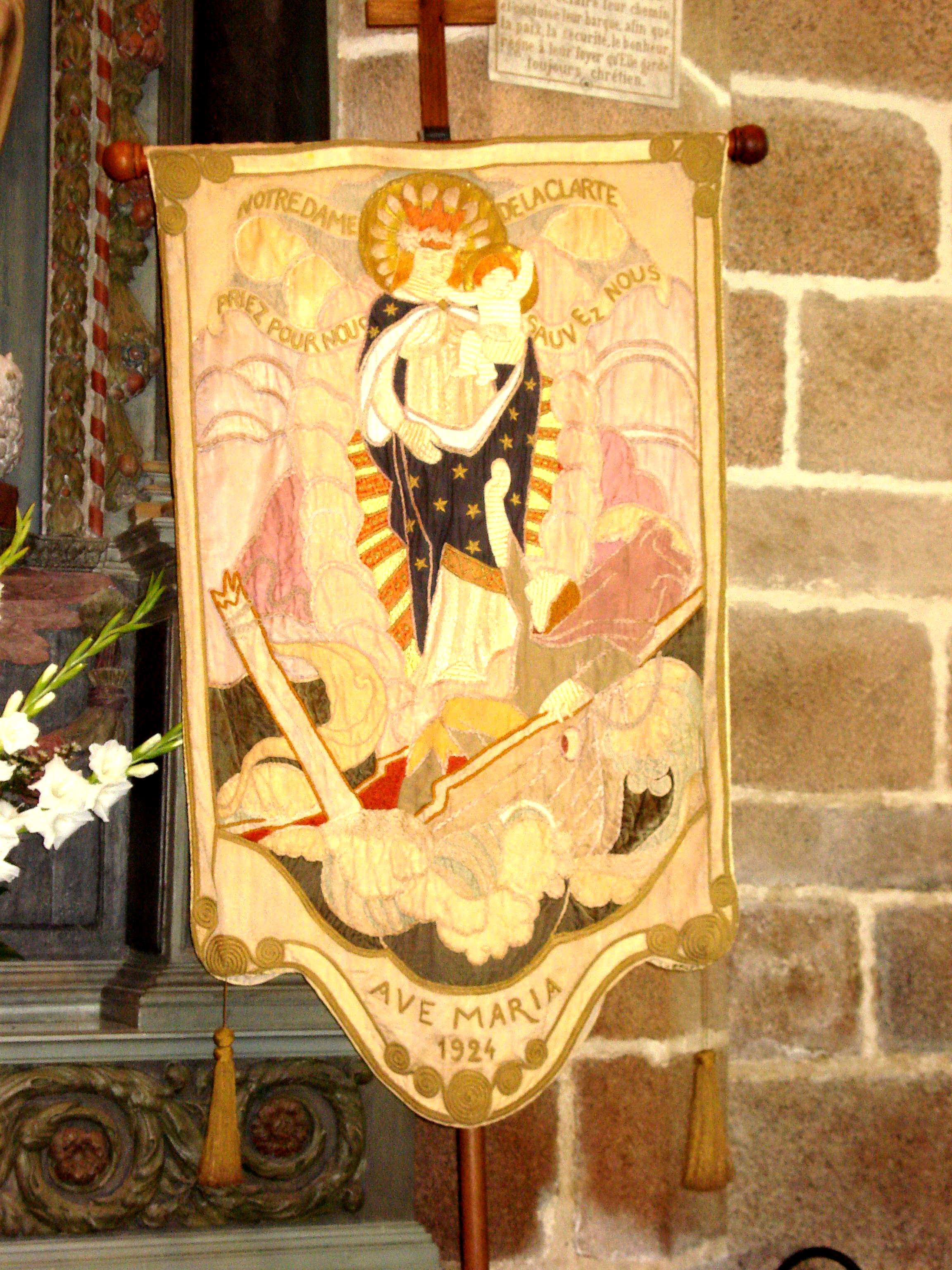
Ave Maria (1924)

### Szimbolikus kompozíciói
- Paradicsom
- Breton nők
- Napfolt a teraszon (1890)
- Múzsák (1893, Musée National d'Art Moderne, Párizs)
- Anyai boldogság (1899, Szépművészeti Múzeum, Budapest)

### Arcképek
- Önarcképek
- Hommage à Cezanne

### Könyvillusztráció
- 1889 : Sagesse de Paul Verlaine, publié par Ambroise Vollard
- 1893 : Le Voyage d'Urien d'André Gide, 30 lithographies, publié par Edmond Bailly (Librairie de l'Art indépendant)

### Egyházi munkái
- Angyali üdvözlet
- Szent Hubert legendája (1897)
- Ave Maria (1924)
- Le Vésinet-i kápolna, s számos francia templom murális művészeti alkotásai

## Kötetei (válogatás)

### Francia nyelven
- Théories, 1890-1910. Du symbolisme et de Gauguin vers un nouvel ordre classique (1912)
- Nouvelles Théories sur l’art moderne, sur l’art sacré. 1914-1921 (1922)
- Histoire de l’art religieux, Flammarion, (1939)
- Paul Sérusier. ABC de la peinture. Suivi d’une étude sur la vie et l’œuvre de Paul Sérusier (1942)

### Kötete magyar fordításban
- Du symbolisme au classicisme : Théories
- A szimbolizmustól a klasszicizmusig. Maurice Denis elméleti írásai; vál., bev. Olivier Revault d'Allonnes, ford. Balabán Péter; Corvina, Bp., 1983. 164 p., 40 t. ill. (Művészet és elmélet)